# Diecezja Kayes
Diecezja Kayes – diecezja rzymskokatolicka w Mali. Powstała w 1947 jako prefektura apostolska. W 1963 podniesiona do rangi diecezji.

## Biskupi diecezjalni
- Ordynariusze
  - Bp Jonas Dembélé (od 2013)
  - Bp Joseph Dao (1978– 2011)
  - Bp Etienne-Marie-Félix Courtois, M. Afr. (1963 – 1978)
- Prefekci apostolscy
  - Bp Etienne-Marie-Félix Courtois, M. Afr. (1947– 1963)